# الیزابت گرانیمن
الیزابت گرانیمن (انگلیسی: Elisabeth Granneman; ۱۱ مهٔ ۱۹۳۰ – ۲۸ مارس ۱۹۹۲) خواننده، ترانه‌نویس، بازیگر و داستان‌نویس سبک کودکان اهل نروژ بود.